# Monanthotaxis ambrensis
Monanthotaxis ambrensis là loài thực vật có hoa thuộc họ Na. Loài này được (Cavaco & Keraudren) Verdc. mô tả khoa học đầu tiên năm 1971.